# Dario II de Pérsis
Dario I (em árabe: 𐡃𐡀𐡓𐡉𐡅; romaniz.: d'ryw; Darayan; Darew ou Darev) foi xá de Pérsis no século I a.C., sucedendo seu pai Autofradates III. Foi sucedido por seu filho Artaxerxes II. Em seus dracmas de prata, no anverso, o rei está usando uma tiara com símbolo de crescente e estrela, aba de orelha e decorada com pedras preciosas. No verso, o rei está de frente para um altar de fogo e segurando um cetro, com uma inscrição em aramaico d'ryw mlk' brh wtprdt mlk ("Dario, o Rei, filho de Autofradates, o Rei").

## Nome
Dario (Dārīus) e Dareu (Dārēus) são as formas latinas do grego Dareu (Δαρεῖος, Dareîos), e por sua vez do persa antigo Daraiauxe (𐎭𐎠𐎼𐎹𐎢𐏁, Dārayauš), que é uma forma abreviada de Daraiavauxe (𐎭𐎠𐎼𐎹𐎺𐎢𐏁, Dārayavaʰuš). A forma longa reflete-se no elamita Dareamauixe (𒆪𒊑𒀀𒈠𒌋𒆜, Dareamauiš), no babilônio (𒁕𒀀𒊑𒅀𒀀𒈲, Dāreyāmuš⁠), nas formas aramaicas Derivevexe (𐡃𐡓𐡉𐡅𐡄𐡅𐡔, drywhwš) e talvez na forma grega mais longa Dereio (Δαρειαῖος, Dareiaîos). O nome na forma nominativa significa "aquele que mantém firme o(s) bem(nes)", o que se pode verificar pela primeira parte dāraya, que significa "titular", e o advérbio vau, que significa "bondade".